# Balanophoraceae
Balanophoraceae är en växtfamilj med ca 50 arter fördelade i 17 släkten. Denna familj är i nyare klassificeringssystem ej placerad i någon ordning eller klass, men ordningen Santalales har föreslagits (familjen ingick i denna ordning även i äldre taxonomi).
De är köttiga, parasitiska örter, vilka sakna egentliga blad och även klorofyll och därför inte är gröna. Till utseendet liknar de ofta svampar och är med en underjordisk stam fästa vid andra växters rötter. Från rotstocken uppskjuta nakna eller fjälliga stänglar, som i spetsen bära de små, enkönade, i cylindriska eller rundade kolvar sittande blommorna.
De flesta arter lever i tropiska länder. Blomkolvarna av en art som förekommer i Peru äts kokta eller rostade. Andra arter är så rika på ett vaxartat ämne, att de används till belysning. Knölarna av en art som lever på Java stöts till en gröt, med vilken tunna bambustavar bestryks, som sedan torkade användas som ljus. På liknande sätt används en annan art i Colombia.